# Roy Lee
Roy Lee, född 23 mars 1969 i Brooklyn i New York, är en koreansk-amerikansk filmproducent. Han är bland annat verkställande producent på alla fyra skräckfilmerna i The Grudge-serien, samt på skräckfilmerna The Ring och The Ring 2. Han är också en av grundarna till produktionsbolaget Vertigo Entertainment.

## Filmografi (i urval)

### Producent
- 2005 – Dark Water
- 2006 – Huset vid sjön
- 2008 – The High School Conspiracy (i USA mer känd som Assassination of a High School President)
- 2008 – Shutter
- 2008 – The Strangers
- 2008 – The Echo
- 2008 – Quarantine
- 2009 – Possession
- 2009 – The Uninvited
- 2011 – Quarantine 2: Terminal
- 2011 – The Roommate
- 2011 – Abduction
- 2013 – Oldboy
- 2014 – The Voices
- 2014 – Lego-filmen
- 2014 – Godzilla
- 2015 – Run All Night
- 2015 – Poltergeist
- 2015 – Hidden
- 2016 – The Boy
- 2016 – Blair Witch
- 2017 – Sleepless
- 2017 – The Lego Batman Movie
- 2019 – Polaroid
- 2019 – Lego-filmen 2
- 2019 – Det: Kapitel 2
- 2020 – The Turning
- 2020 – His House
- 2020 – Brahms: The Boy II
- 2022 – Barbarian
- 2022 – Don't Worry Darling
- 2023 – The Mother
- 2023 – Nimona
- 2023 – Cobweb
- 2023 – Woman of the Hour
- 2025 – Until Dawn
- 2026 – Weapons

### Verkställande producent
- 2002 – The Ring
- 2004 – The Grudge
- 2005 – The Ring 2
- 2006 – Eight Below
- 2006 – The Departed
- 2006 – The Grudge 2 - Förbannelsen fortsätter
- 2007 – The Invasion
- 2008 – The Eye
- 2008 – My Sassy Girl
- 2009 – The Grudge 3
- 2012 – The Woman in Black
- 2013–2014 – Bates Motel (TV-serie)
- 2014 – The Woman in Black 2: Angel of Death
- 2016 – The Exorcist (TV-serie)
- 2017 – Rings
- 2017 – The Disaster Artist
- 2017–2020 – Unikitty! (TV-serie)
- 2018 – Extinction
- 2019 – Godzilla: King of the Monsters
- 2019 – Doctor Sleep
- 2020 – The Grudge
- 2020 – The Stand (TV-serie)
- 2021 – Godzilla vs. Kong

### Medproducent
- 2010 – Draktränaren
- 2014 – Draktränaren 2
- 2019 – Draktränaren 3